# Босуорт, Уильям
Уильям Босуорт (англ. William Bosworth; 1607 — около 1650) — английский поэт.
Родился в Кембриджшире. С юности создал много стихов, но ничего не опубликовал. Известен посмертным сборником стихов «Целомудренные и потерянные любовники» 1651 года, посвящённым лорду Джону Финчу, 1-му барону Финчу, Верховному судье по делам общин, который в следующем году посмертно издал его восхищенный друг.
Копии сборника были подписаны Фрэнсисом Лавлейсом и Эдмундом Гэйтоном, в которых они оплакивают смерть Босуорта.
Главное произведение сборника «Historie of Arcadius and Sepha» («История Аркадия и Сефы») в двух книгах. Это был неполитический роман в стихах, написанный в стиле сэра Филиппа Сидни, что делало его необычным для того времени.